# 1113 (szám)
Az 1113 (római számmal: MCXIII) az 1112 és 1114 között található természetes szám.

## A szám a matematikában
A tízes számrendszerbeli 1113-as a kettes számrendszerben 10001011001, a nyolcas számrendszerben 2131, a tizenhatos számrendszerben 459 alakban írható fel.
Az 1113 páratlan szám, összetett szám, szfenikus szám. Kanonikus alakja 31 · 71 · 531, normálalakban az 1,113 · 103 szorzattal írható fel. Nyolc osztója van a természetes számok halmazán, ezek növekvő sorrendben: 1, 3, 7, 21, 53, 159, 371 és 1113.
Az 1113 tizenhét szám valódiosztó-összegeként áll elő, ezek közül legkisebb a 2343.

## Csillagászat
- 1113 Katja kisbolygó